# Malé Trakany
Malé Trakany és un poble i municipi d'Eslovàquia. Es troba a la regió de Košice, a l'est del país.

## Història
La primera referència escrita de la vila data del 1332.

## Demografia
| Godina             | 1994 | 2004    | 2014   | 2024   |
| ------------------ | ---- | ------- | ------ | ------ |
| Nombre de persones | 912  | 1135    | 1116   | 1087   |
| Diferència         |      | +24,45% | −1,67% | −2,59% |

| Godina             | 2023 | 2024   |
| ------------------ | ---- | ------ |
| Nombre de persones | 1099 | 1087   |
| Diferència         |      | −1,09% |